# 李瑞鎮
李瑞鎮 （韩语： I Seo Jin，英语：Lee Seo-Jin，1971年1月30日—），韓國男演員。出身韓國金融世家，畢業於紐約大學經營學系，本應繼承家業從商，但他從小的夢想卻是當電影導演。大學畢業自美國回國後入伍服役，1998年退伍後開始學習表演，1999年以SBS電視劇《波浪上的家》開啟表演生涯的第一幕。

## 個人簡歷

### 個人生活
李瑞鎮畢業於紐約大學經營學系，本應繼承家業從商，但他從小的夢想卻是當電影導演。自大學畢業回國後入伍服役，1998年退伍後開始學習表演，1999年以電視劇《波濤上的家》開啟表演生涯的第一幕。
2011年1月31日，資產管理公司Ask Veritas代表理事李赫鎮表示，2月1日開始新任命李瑞鎮為國際內容第2本部的本部長(常務)。2009年4月成立的Ask Veritas是專門負責知識產權和房地產等投資的資產管理公司。受托規模為20億韓元，資本金達到61億韓元。李瑞鎮負責和內容有關的資金提供業務。
李瑞鎮當天在電話採訪中說:「平時我曾對經營方面很感興趣，並且認為是作為演員可以為文化產業做貢獻的機會，所以接受了提議」。
直接的契機是和李赫鎮代表的交情。李代表在CJ資產管理公司任職時曾投資李瑞鎮主演的電影《無影劍》，此前李代表的父親和李瑞鎮的祖父也曾有一同工作的緣分。
2012年1月以李昇基朋友的身分演出KBS《兩天一夜》後，與羅䁐錫PD結緣，之後受跳槽至tvN的羅PD邀請，參加多項綜藝節目的演出，而被劇組封為「tvN公務員」，也意外開啟他個人演藝事業的第二春。2013年《花漾爺爺》中愛碎念、任勞任怨、無微不至的照顧爺爺們的「國民挑夫」形象深入人心，2014-2015年間與2PM玉澤演演出《一日三餐》（又名"三時三餐"）農村篇第一季與第二季，2017-2018與尹汝貞、鄭有美、申久及朴敘俊演出《尹食堂》、《尹食堂2》，愛嘮叼、與羅PD鬥嘴的形象同樣大受歡迎。
2019年1月6日，李瑞鎮出道屆滿20年。

## 演藝經歷
- 1999年1月出演SBS短篇連續劇《波浪上的家》(韓語: 파도 위의 집) 中一個小角色，正式以演員的身份出道；4月出演由車仁表、宋允兒、金南珠、金相慶主演的MBC月火連續劇《王朝》 又譯《铁汉柔情》或《乞丐金春三》，劇中飾演一名船員。

- 2000年9月30日上映由導演許勝俊(韓語: 허승준)執導，與崔宥貞、林湖、鄭在詠合作出演的驚悚電影《恐怖計程車》 (韓語: 공포택시) 中飾演吉南。

- 2001年4月28日首播與車仁表、金南珠、金賢珠合作主演MBC週末連續劇《那女人的家》，在劇中饰演李俊熙，并憑藉該劇獲得2001年MBC演技大賞“男子新人獎”；8月25日上映由文熙融導演執導，與金南珠、吳智昊、徐琳合作出演的奇情愛情電影《I Love You》 (韓語: 아이 러브 유)，在影片中飾演廣播電台PD-振聖[3]；10月與金麗珍、許成圭（朝鲜语：허정규）合作主演KBS Drama City (獨幕劇)（朝鲜语：KBS 드라마시티#작품 리스트）《善良的男人李永雨》 (韓語: 착한 남자 이영우)，在劇中飾演主人翁李永雨；11月出演MBC情境喜劇《New Non-Stop》的第360集，單元的名稱：《拍了又拍 》(韓語: 찍고또찍고)。

- 2002年4月28日首播與崔真实、柳时元、朴真熙、朴藝珍合作主演MBC週末連續劇《自從遇見你》又譯《自從認識你》，在劇中飾演富家子弟姜民锡；11月与全度妍、赵寅成、洪銀姬合作主演SBS水木迷你連續劇《射星》，在劇中饰演演藝經紀人金道勋 。

- 2003年7月與河智苑、金敏俊合作主演MBC月火古裝連續劇《茶母》，在劇中饰飾演捕廳的從事官皇甫允，出色的演技被人熟知，并憑藉該劇獲得2003年MBC演技大賞“男子優秀演技獎”。《茶母》有「2003年韓國最熱爆的古裝武打電視劇」之稱，並在第9屆亞洲電視節被評為“最優秀電視劇作品”。

- 2004年4月與故李恩宙、文晸赫合作主演MBC月火連續劇《火鳥》，在劇中饰演张世勋，并憑藉該劇獲得2004年MBC演技大賞“男子最優秀演技獎”。

- 2005年與申賢俊、尹素怡合作主演由金荣俊導演執導的古裝電影《無影劍（朝鲜语：무영검）》，在影片中饰演大正賢。

- 2006年10月與朴寒星、孫泰英合作主演CGV短篇電視劇《凍結 FREEZE》，在劇中飾演朴中原；11月主演導演申宇哲和金牌編劇金銀淑合作的SBS戀人系列電視劇之《戀人》，在劇中飾演黑道頭目河康在，并憑藉該劇在2006年SBS演技大賞獲得“十大明星賞”和“人氣賞”。

- 2007年9月與李顺载、韩志旼、李宗秀合作主演MBC電視台為紀念創台46週年而製作的週末特別計劃連續劇《李祘》，在劇中飾演主人翁正祖李祘，并憑藉該劇獲得2007年MBC演技大賞“男子最優秀演技獎”。《李祘》是由導演李丙勳與編劇金伊英合作打造的長篇歷史劇，講述李氏朝鮮第22代君主正祖李祘波瀾壯闊的一生以及輝煌的政績，還有他與成松淵(韓志旼飾)那令人傷感的愛情，播出後大受觀眾熱捧，最高收視率達35.5%(AGB)，成為韓國年度高收視的電視劇。《李祘》在日本、香港、台灣及中國大陸也非常受歡迎，日本更是因此劇掀起“李瑞鎮”熱潮[4]。

- 2008年5月在導演申宇哲和編劇金銀淑繼SBS戀人系列後再度合作的SBS水木連續劇《真愛On Air》中客串演出第9集。

- 2009年8月與林珠恩、李真、朴智妍合作主演的MBC水木短篇連續劇 (納涼特輯)《魂 (韓語：혼)》，在劇中飾演犯罪心理學家申柳。

- 2011年7月與由曹在顯、吴娟受及宋智孝合作主演MBC月火連續劇《階伯》，在劇中飾演大將軍階伯，精湛的演技獲得觀眾的熱捧。

- 2013年7月5日首播的tvN綜藝真人秀節目《花樣爺爺》，以挑夫的身份陪同四位年齡介於70~80歲的爺爺李順載、申久、朴根瀅、白一燮一起去歐洲和台灣背包旅行，该節目獲得2014年第50届百想藝術大賞“最佳綜藝作品獎”。

- 2014年2月與金喜善、玉澤演合作主演的KBS週末長篇連續劇《真是好時節》，在劇中飾演檢察官姜東碩；3月與李順載、申久、朴根瀅、白一燮作為節目固定嘉賓，演出tvN綜藝真人秀節目《花樣爺爺》第二季西班牙篇；10月與玉澤演作為節目固定嘉賓，演出tvN綜藝真人秀節目《一日三餐》農村篇之旌善篇第一季。

- 2015年1月5日上映由朴鎮彪導演，李昇基、文彩元主演的電影《今天的恋爱》，在影片中客串飾演李東鎮；3月與崔智友作為挑夫，連同李順載、申久、朴根瀅、白一燮作為節目固定嘉賓，演出tvN綜藝真人秀節目《花樣爺爺》第三季希臘篇；10月與玉澤演、金光奎作為節目固定嘉賓，演出tvN綜藝真人秀節目《一日三餐》農村篇之旌善篇第二季。

- 2016年3月5日首播與金幽珍合作主演MBC週末特別計畫連續劇《结婚契约》，在劇中飾演傲慢的富二代韓志勳，精湛並賺人熱淚的演技獲得觀眾的熱捧，并憑藉該劇獲得2016年MBC演技大賞“男子最優秀演技獎”；5月6日首播與金鍾國、盧弘喆及金世正攜手演出KBS2綜藝節目《歡迎SHOW》；10月14日首播與文晸赫、尹鈞相攜手演出tvN綜藝真人秀節目《一日三餐》漁村篇第三季得糧岛。

- 2017年3月24日首播tvN綜藝真人秀節目《尹食堂》，以李常務的身份與尹汝貞、鄭有美、申久共同赴印尼峇里島附近的德拉娜安島(Gili Trawangan Island)開設韓式餐廳；8月4日首播再度與文晸赫、尹鈞相攜手演出tvN綜藝真人秀節目《一日三餐》漁村篇第四季得糧島之「大海牧場篇」，首播收視率即已突破10%[5]。

- 2018年1月5日首播tvN綜藝真人秀節目《尹食堂2》，以晉升為李專務的身份與尹汝貞、鄭有美、朴敘俊共同赴西班牙的特内里费岛 (西班牙語：Tenerife) 北海岸的小鎮加拉奇科 (西班牙語：Garachico)開設韓式餐廳；6月29日首播的tvN綜藝真人秀節目《花樣爺爺的歸來》，時隔三年再次以挑夫的身份陪同五位年齡介於70~80歲的爺爺李順載、申久、朴根瀅、白一燮、金容健一起去德國、捷克、奧地利背包旅行。

- 2022年11月7日首播《藝人經紀人生存記》中，與郭善英、徐賢宇、朱賢英等人飾演經紀人，講述為了打造出頂級明星而奮戰的故事，為大家呈獻不為人知的演藝圈幕後面貌[6]。

## 影視作品

### 電視劇
| 年份   | 電視台 | 劇名                                    | 角色         | 備註        |
| 1999年 | SBS    | 波浪上的家（파도위의 집）                          | 尹相         | 配角        |
| 1999年 | MBC    | 王朝                                    | 船員         | 配角        |
| 2001年 | MBC    | 那女人的家                              | 李俊熙       | 主演        |
| 2001年 | KBS    | 《KBS Drama City—善良的男人李永雨》（착한남자 이영우） | 李永雨       | 第66集      |
| 2001年 | MBC    | 《New Non-Stop—拍了又拍》（찍고 또 찍고）           |              | 客串第360集 |
| 2002年 | MBC    | 自從遇見你                              | 姜民石       | 主演        |
| 2002年 | SBS    | 射星                                    | 金道勳       | 主演        |
| 2003年 | MBC    | 茶母                                    | 皇甫允       | 主演        |
| 2004年 | MBC    | 火鳥                                    | 張世勳       | 主演        |
| 2006年 | CGV    | 凍結 (FREEZE)                           | 朴中原       | 主演        |
| 2006年 | SBS    | 戀人                                    | 河康在       | 主演        |
| 2007年 | MBC    | 李祘                                    | 朝鮮正祖李祘 | 主演        |
| 2008年 | SBS    | 真愛On Air                              | 李瑞鎮       | 客串第9集   |
| 2009年 | MBC    | 魂                                      | 申柳         | 主演        |
| 2011年 | MBC    | 階伯                                    | 階伯         | 主演        |
| 2014年 | KBS2   | 真是好時節                              | 姜東碩       | 主演        |
| 2016年 | MBC    | 結婚契約                                | 漢池勳       | 主演        |
| 2019年 | OCN    | 圈套                                    | 姜宇賢       | 主演        |
| 2021年 | OCN    | Times                                   | 李鎮宇       | 主演        |
| 2022年 | TVING  | 內科朴院長                              | 朴院長       | 主演        |
| 2022年 | tvN    | 藝人經紀人生存記                        | 麻台旿       | 主演        |
| 2024年 | Wavve  | 黑幫的我成了高中生                      | 金德八       | 特別出演    |

### 電影
| 年份   | 電影名稱   | 角色   | 備註     |
| 2000年 | 恐怖計程車 | 吉南   |          |
| 2001年 | I Love You | 振聖   |          |
| 2005年 | 無影劍     | 大正賢 |          |
| 2015年 | 今天的戀愛 | 李東鎮 | 特別演出 |
| 2018年 | 親密陌生人 | 高俊模 |          |

### 旁白
| 年份   | 播放日期           | 電視台 | 節目名稱                                                                | 集數 |
| 2014年 | 11月16日－11月30日 | SBS    | SBS Special 창사특집다큐 《아름다울 미/아름다울 美》                    | 3集  |
| 2017年 | 1月23日－1月25日   | EBS1   | 優質紀錄片《海產的結局》                                                | 6集  |
| 2017年 | 2月16日－4月6日    | KBS1   | 聯合國教科文組織指定世界自然遺產 (유네스코 세계유산) 《自然的時光膠囊》 | 8集  |

### MV
| 年份   | 演唱歌手     | 曲目         | 合作藝人                       | 備註 |
| 1999年 | Sky (崔真英) | 《永遠》     | 張東健、鄭俊鎬、車仁表、金奎梨 |      |
| 2001年 | 鄭在旭       | 《走好》     | 錢韋杉                         |      |
| 2003年 | 同感 第3輯   | 《你在哪裡》 |                                |      |

## 綜藝節目
| 年份   | 播放日期           | 電視台 | 節目名稱         | 季度                             | 集數 |
| 2013年 | 7月5日－9月20日    | tvN    | 花樣爺爺         | 第一季                           | 14集 |
| 2014年 | 3月7日－5月2日     | tvN    | 花樣爺爺         | 第二季                           | 8集  |
| 2014年 | 10月17日－12月26日 | tvN    | 一日三餐         | 農村篇 第一季 (旌善篇)           | 11集 |
| 2015年 | 3月27日－5月8日    | tvN    | 花樣爺爺         | 第三季                           | 7集  |
| 2015年 | 5月15日－9月11日   | tvN    | 一日三餐         | 農村篇 第二季 (旌善篇)           | 18集 |
| 2016年 | 5月6日－10月7日    | KBS2   | 歡迎SHOW         |                                  | 19集 |
| 2016年 | 10月14日－12月30日 | tvN    | 一日三餐         | 漁村篇 第三季 (得糧島)           | 12集 |
| 2017年 | 3月24日－5月19日   | tvN    | 尹食堂           | 系列第一季                       | 9集  |
| 2017年 | 8月4日－10月20日   | tvN    | 一日三餐         | 漁村篇 第四季 (得糧島大海牧場篇) | 12集 |
| 2018年 | 1月5日－3月23日    | tvN    | 尹食堂           | 系列第二季                       | 11集 |
| 2018年 | 6月29日－8月24日   | tvN    | 花樣爺爺         | 第四季                           | 9集  |
| 2019年 | 8月12日－10月7日   | SBS    | Little Forest    | －                               | 16集 |
| 2020年 | 1月10日－3月27日   | tvN    | 星期五星期五晚上 | －                               | 11集 |
| 2021年 | 1月8日－4月9日     | tvN    | 尹STAY           | 系列第三季                       | 13集 |
| 2022年 | 5月8日－6月5日     | tvN    | 意外的旅程       | －                               | 5集  |
| 2023年 | 2月24日－          | tvN    | 瑞鎮家           | －                               |      |

## 社會活動
- 2008年10月，韓國最高檢察院任命李瑞鎮和李寶英為第三代名譽檢察官。
- 2009年5月4日，李瑞鎮和李寶英以名譽檢察官的身份出席檢察署大樓的開幕禮並擔任剪綵嘉賓。
- 2009年6月11日，首爾中央地方法院邀請第三代名譽檢察官：李瑞鎮、李寶英與30名中學生一起召開「行使名譽檢察」的體驗活動。李瑞鎮與李寶英擔任一日檢察官的高峰會中，在與高中(原首爾少年院)學生的對話時間裡，聽取年輕朋友們的未來希望與收容生活的困難，與經由保護管束暫不起訴處置的少年嫌疑人面談，給予正面的鼓勵，溫暖又寬容的檢察官角色，他們表現得很出色
- 2009年11月16日至20日，李瑞鎮參與正在泰國湄公河流域舉辦的Habitat建屋活動「Carter Work Project」，和前美國總統卡特、中國功夫明星李連杰等知名人士一起為東南亞低收入階層民眾打造住屋，李瑞鎮表示：「建造的房屋能成為家庭存續的基礎是一件有意義的事，我是以打造自己住家的心情參與這項活動。」
- 2010年1月14日，日本財團和李瑞鎮先生致力於環境問題，為共同創設的「Let's Tree基金會」，召開簽署儀式及記者發表會。
  - 「Let's Tree基金會」的宗旨：
    1. 為了保護亞洲環境，讓東北亞的沙塵暴傷害減到最小限度；
    2. 在學校周邊種植樹木，防止地震損害的環境基金會；
    3. 努力參與國際，以保護地球；
    4. 鼓勵全世界的青少年參與環境教育；
    5. 對於在日本的高齡韓國人予以援助的事業。
- 2010年2月4日，李瑞鎮擔任日本青森縣一日知事，他出席了一日知事的任命儀式和宣傳活動。
- 2011年5月17日，李瑞鎮捐贈了100萬日元 (約1300萬韓元) 給「Let's Tree基金會」，作為東日本大地震災區重建援助金[7]，同时呼吁日本韓國的劇迷行動起来，為加深两國間的友誼出力。
- 2016年6月6日，李瑞鎮出席韓國第61屆顯忠日紀念儀式，擔任緬懷先烈的詩詞朗誦者，朗誦悼詩《無窮花》。
- 2017年1月24日，以解決民眾住房問題為目的的國際社團Habitat韓國方向演員李瑞鎮頒發了「The Premier Golden Hammer」委任牌，讓其加入由捐助1億韓元以上後援者構成的俱樂部。李瑞鎮從2006年開始與粉絲們一起進行「李瑞鎮Build」-  打造希望的房子志願活動，此活動已經進入第10個年頭[8]。

## 粉絲見面會
| 日期           | 國家/城市   | 場地                                      | 備註 |
| -------------- | ----------- | ----------------------------------------- | ---- |
| 2008年7月12日  | 日本/東京   | Nakano Sun Plaza (中野太陽廣場)           |      |
| 2008年7月19日  | 南韓/首爾   | Ramada Hotel                              |      |
| 2009年12月29日 | 日本/東京   | 皇家王子大飯店 花園塔東京廳               |      |
| 2010年3月6日   | 日本/富良野 | 方新富良野王子賓館                        |      |
| 2010年5月30日  | 日本/千葉   | 幕張活動大廳                              |      |
| 2012年9月8日   | 南韓/首爾   |                                           |      |
| 2012年12月19日 | 日本/大阪   |                                           |      |
| 2012年12月21日 | 日本/東京   | Nakano Sun Plaza (中野太陽廣場)           |      |
| 2015年1月30日  | 日本/大阪   |                                           |      |
| 2015年9月12日  | 日本/東京   |                                           |      |
| 2016年7月24日  | 日本/東京   | 豊洲 (Toyosu) PIT (東京都江東區)          |      |
| 2017年3月26日  | 日本/大阪   | 堂島リバーフォーラム (Dojima River Forum) |      |

## 獲獎記錄
| 年份   | 頒獎典禮        | 獎項                            | 得獎作品              |
| 2001年 | MBC演技大賞     | 男子新人演技獎                  | 那女人的家 （李俊熙） |
| 2003年 | MBC演技大賞     | 男子優秀演技獎                  | 茶母 （皇甫允）       |
| 2003年 | MBC演技大賞     | 最佳CP獎 (與河智苑)             | 茶母 （皇甫允）       |
| 2004年 | MBC演技大賞     | 男子最優秀演技獎                | 火鳥 （張世勳）       |
| 2004年 | MBC演技大賞     | 最佳CP獎 (與李恩宙)             | 火鳥 （張世勳）       |
| 2006年 | SBS演技大賞     | 十大明星賞                      | 戀人 （河康在）       |
| 2006年 | SBS演技大賞     | 人氣賞                          | 戀人 （河康在）       |
| 2007年 | MBC演技大賞     | 男子最優秀演技獎                | 李祘 （正祖李祘）     |
| 2013年 | 第6屆時尚偶像獎 | 時尚偶像獎                      | 不適用                |
| 2016年 | TvN10大獎       | 藝能大賞                        | 花樣爺爺、 一日三餐   |
| 2016年 | MBC演技大賞     | 男子最優秀演技獎 (特別企劃部門) | 結婚契約 （韓志勳）   |